# 遠い砂丘
『遠い砂丘』（とおいさきゅう）は、東海テレビ制作・フジテレビ系列で、1970年3月30日 - 同年6月26日に放映された連続テレビ映画、いわゆる昼ドラマである。

## 概要
歌舞伎座テレビ室が製作した連続テレビ映画である。竹内勇太郎（1919年 - 1993年）がオリジナル脚本を書き、同社の契約監督である鶴島光重（1931年 - ）、唐順棋（1929年 - ）が全65話を監督した。主演は関みどり（1947年 - ）と原保美（1915年 - 1997年）。

## スタッフ・作品データ
- 企画製作 : 東海テレビ放送、歌舞伎座テレビ室
- 監督 : 鶴島光重、唐順棋
- 脚本 : 竹内勇太郎
- 放映期間 : 1970年3月30日 - 同年6月26日
- 放映話数 : 全65話

## キャスト
- 関みどり
- 原保美